# Johannes Onsjö
Johannes Onsjö, Johannes Johansson, född 22 maj 1895 i Larvs församling, död där 1 september 1976, lantbrukare och politiker (bondeförbundare/centerpartist).
Onsjö var ledamot av riksdagens andra kammare 1938-1940 och 1944-60 i valkretsen Skaraborgs län.